# ГЕС Каміно
ГЕС Каміно — гідроелектростанція у штаті Каліфорнія (Сполучені Штати Америки). Знаходячись між ГЕС Jaybird (вище по течії) та ГЕС Вайт-Рок, входить до складу дериваційного гідровузла у сточищі Амерікан-Рівер, котра дренує західний схил гір Сьєрра-Невада та є лівою притокою річки Сакраменто (закінчується в затоці Сан-Франциско).
У межах проекту річку Сільвер-Крік (права притока Соуз-Форк-Амерікан-Рівер — лівої твірної Амерікан-Рівер) перекрили бетонною арковою греблею висотою 41 метр та довжиною 143 метри, яка утримує невелике водосховище з площею поверхні 0,08 км2 та об'ємом 1 млн м3. Зі сховища прокладено дериваційний тунель довжиною 8 км та діаметром до 4,3 метра, котрий прямує під гірським масивом правобережжя Сільвер-Крік, а потім і Соуз-Форк-Амерікан-Рівер. На завершальному етапі до нього приєднується інший тунель довжиною 1,3 км з діаметром 4,3 метра, який подає додатковий ресурс із водосховища на Браш-Рівер — ще одній правій притоці Соуз-Форк-Амерікан-Рівер, котра впадає після Сільвер-Крік. При цьому Браш-Рівер перекрили бетонною арковою греблею висотою 65 метрів та довжиною 238 метрів, яка утримує водосховище з площею поверхні 0,08 км2 та об'ємом 1,9 млн м3.
У підсумку через напірний водовід довжиною 0,5 км з діаметром 3,7 метра ресурс потрапляє до спорудженого на правому березі Соуз-Форк-Амерікан-Рівер машинного залу. Тут встановили дві турбіни типу Френсіс потужністю по 75 МВт, які використовують перепад висот між верхнім та нижнім б'єфом у 325 метрів та в 2017 році забезпечили виробітку 480 млн кВт-год електроенергії.
Видача продукції відбувається по ЛЕП, розрахованій на роботу під напругою 230 кВ.